# Opogona binotatella
Opogona binotatella is een vlinder uit de familie echte motten (Tineidae). De wetenschappelijke naam van deze soort is voor het eerst geldig gepubliceerd in 1875 door Walker.
De soort komt voor in tropisch Afrika.